# بخاراخدایان
بُخاراخُدایان (سغدی: βuxārak Xwaday) عنوان تعدادی از پادشاهان محلی ایرانی شرقی سغدی بودند که از یک تاریخ نامعلوم در سده هفتم میلادی تا دوران پادشاهی اسماعیل سامانی بر بخارا فرمان راندند.

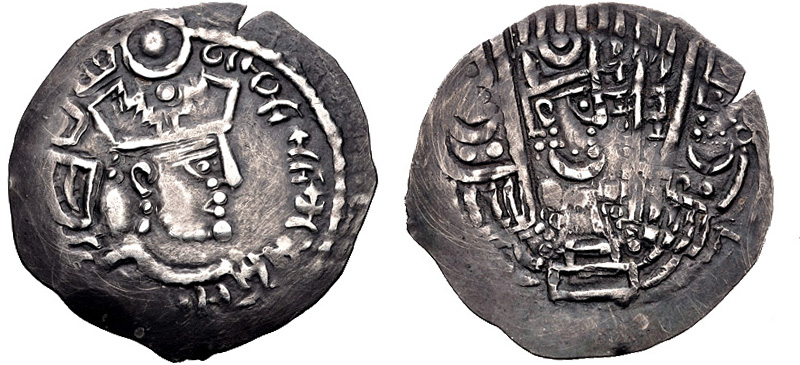
سکه یکی از بخاراخدایان، با نام خُنَک.

بخاراخدات یا بخاراخدا به معنای ارباب بخارا است. خدا و خداوند در فارسی قدیمی‌تر معنی ارباب (Lord) دارد.

## تاریخ
تاریخ برتخت‌نشینی نخستین بخاراخدات مشخص نیست. نرشخی تاریخ‌نگار ایرانی قرن دهم قرن میلادی نام چند تن از خداوندگاران بخارا در این دوران را ذکر کرده است؛ با این حال مشخص نیست که آنان به یک سلسله تعلق داشته‌اند یا خیر. نخستین فرمانروایی که نرشخی نام او را ذکر می‌کند، آبروی آبرَزی نام دارد. نرشخی او را یک حاکم ستمگر توصیف می‌کند که به دست یک خان ترک به نام قراجورین ترک (بیاغو) از حکومت خلع شده است. کانا نام بخار خدای بعدی است؛ گفته شده که او به نام خود سکه زد، با این حال سکه‌ای از او پیدا نشده است. ماخ حاکم بعدی است که نامش ذکر شده. نرشخی می‌گوید او یک بازار در بخارا ساخته و نام خودش را بر روی آن گذاشته است. نخستین کسی که با عنوان «بخار خدا» برتخت نشست و سکه زد، بیدون است. او در سال ۶۸۱ میلادی توسط فرمانده مسلمان، سلم بن زیاد در جریان نخستین تلاش مسلمانان برای فتح فرارود کشته شد. گفته شده که به جای او پسرش طغشاده (تغشاده) که تنها چند ماه داشته، بر تخت نشسته است در زمان طفولیت او، مادرش که تنها با عنوان خاتون بخارا شناخته شده است، حکومت کرده. خاتون در نوشته‌های تاریخی به خاطر خرد و عدالتش ستوده شده است. در سال ۶۷۱ او گروهی را برای کمک به حمله اعراب به سمرقند اعزام کرد.
در سال ۷۰۶، جنگ داخلی در بخارا و شهرهای و شهرهای اطراف آن درگرفت. حاکم وردانه که تنها با نام وردان خدات در نوشته‌های تاریخی شناخته شده است، به بخارا حمله کرد و آن را به تصرف خود درآورد. با این حال، یک نجیب‌زاده سغدی که با نام خنک خدات شناخته شده است، با کمک اشراف بخارا بر شهر چیره شد و با عنوان بخار خدا برتخت نشست. در همین زمان، والی اموی خراسان، قتیبه ابن مسلم شهر پیکند که در نزدیکی بخارا بوده تصرف کرده است. با این حال مردم پیکند بر قتیبه شوریدند اما شورش آن‌ها ناموفق بود و اعراب به شدت مردم شهر را مجازات کردند. گفته شده به دلیل تعداد زیاد کشته شدگان پیکندی، مردم بخارا به همراه اشراف و خنک از ترس دچار شدن به سرنوشت پیکند، با وردان خدات پیمان اتحاد بستند. با این حال در جریان نبرد سغدیان و اعراب، وردان کشته شد و این اتفاق باعث شکننده شدن اتحاد بخارا و وردانه شد.
اندکی بعد، قتیبه بخارا را تصرف کرد، او یک فرماندار عرب را برای حکومت برشهر گماشت و معین نمود که بخارا سالانه دویست هزار درهم به صورت سالانه خراج پرداخت کند. قتیبه چند سال بعد طغشاده را به بخارا بازگرداند و او را به عنوان حاکم شهر منصوب کرد. وی خنک و کسانی که به او کمک کرده بودند را نیز اعدام کرد.
بعداً، در ۷۱۲/۳، به منظور گسترش اسلام در بخارا، قتیبه مسجدی در شهر ساخت. با این حال، اسلامی سازی به کندی انجام می‌شد و حاکمان بخارا هنوز زرتشتی بودند.
بعدها، طغشاده شورشی را برای بازپس‌گیری استقلال بخارا برنامه‌ریزی کرد. منابع تاریخی از افرادی مانند غورک، ناراین و تیش نام می‌برند که به طغشاده در شورش علیه مسلمانان یاری رساندند. آن‌ها حتی سفیری را به دربار تانگِ چین فرستادند. با همه این‌ها شورش در سال ۷۲۸ وقوع یافت اما یکسال بعد مسلمانان آن را با موفقیت سرکوب کردند. طغشاده نیز کشته شد و پس از او پسرش که قتیبه نام داشت، به جای او برتخت نشست.
در سال ۷۵۰، خلافت امویان سقوط کرد و خلافت عباسی روی کار آمد و به فرمانروایان تازه آسیای مرکزی تبدیل شد. در همین دوران، شورشی توسط کسی که منابع عربی نام او را شریک ابن شیخ ثبت کرده‌اند، در بخارا روی داد. ابومسلم خراسانی سپاهی را به فرماندهی زیاد ابن صالح برای سرکوبی شورش فرستاد، اما شورشیان با موفقیت آنان را شکست دادند. قتیبه (پسر توغشادا) سپاهی ده هزاره نفره به یاری ابومسلم فرستاد و به آنان در شکست دادن شریک یاری رساند. در نهایت او در نبردی شریک را شکست داد و وی را کشت. با این حال، به دلیل نگرش قتیبه علیه اعراب، او به دستور ابومسلم خراسانی در سال ۷۵۰ به قتل رسید و برادرش ساکان به جای او برتخت نشست. ساکان تا ۷۵۷ حکومت کرد و در نهایت او نیز توسط عباسیان کشته شد. پس از ساکان، برادر او بنیات حاکم بخارا شد. بنیات نیز در سال ۷۸۳ به دلیل حمایت از مقنع به قتل رسید. از حاکمان بخارا پس از بنیات اطلاعاتی در دست نیست. منابع تاریخی تنها به واپسین حاکم بخارا اشاره می‌کنند که ابو اسحاق ابراهیم نام داشته و در سال ۹۱۳ از اسماعیل سامانی شکست خورده است. سامانیان از این زمان بخارا به قلمروی خود ضمیمه کردند. با این حال در زمان زندگی نرشخی، هنوز نوادگان ابو اسحاق ابراهیم در میان مردم بخارا شناخته شده بودند.

## دین
اکثریت ساکنان بخارا در دوران بخار خدایان، از جمله حاکمان شهر، زرتشتی بودند. با این حال، آثاری از مسیحییان نسطوری در بخارا در دوران بخار خدایان در دست است. نرخشی حتی به یک کلیسا که در این دوران ساخته شده اشاره کرده است.

## پی‌نوشت
1. ↑  Gibb 1923, p. 18.
2. 1 2  Robert G. Hoyland (2014). In Gods Path: The Arab Conquests and the Creation of an Islamic Empire. Oxford University Press. pp. 120–121.
3. ↑  Gibb 1923, pp. 34–35.
4. 1 2  Bosworth 1986, p. 541.
5. ↑  Gibb 1923, pp. 35-36.
6. ↑  Shaban 1979, p. 65.
7. ↑  Wellhausen 1927, p. 435.
8. ↑  Gibb 1923, pp. 38-39.
9. ↑  Shaban 1979, p. 67.
10. ↑  Gibb 1923, p. 60.
11. 1 2  Litvinsky & Dani 1996, p. 458.
12. ↑  Litvinsky & Dani 1996, p. 418.